# يويتشي متسوتاني
يويتشي متسوتاني (باليابانية: 桝谷 洋一) (1 أغسطس 1976 في أوساكا في اليابان – )؛ هو لاعب كرة قدم سابق كان يلعب كمدافع.